# Corvetto, Milano

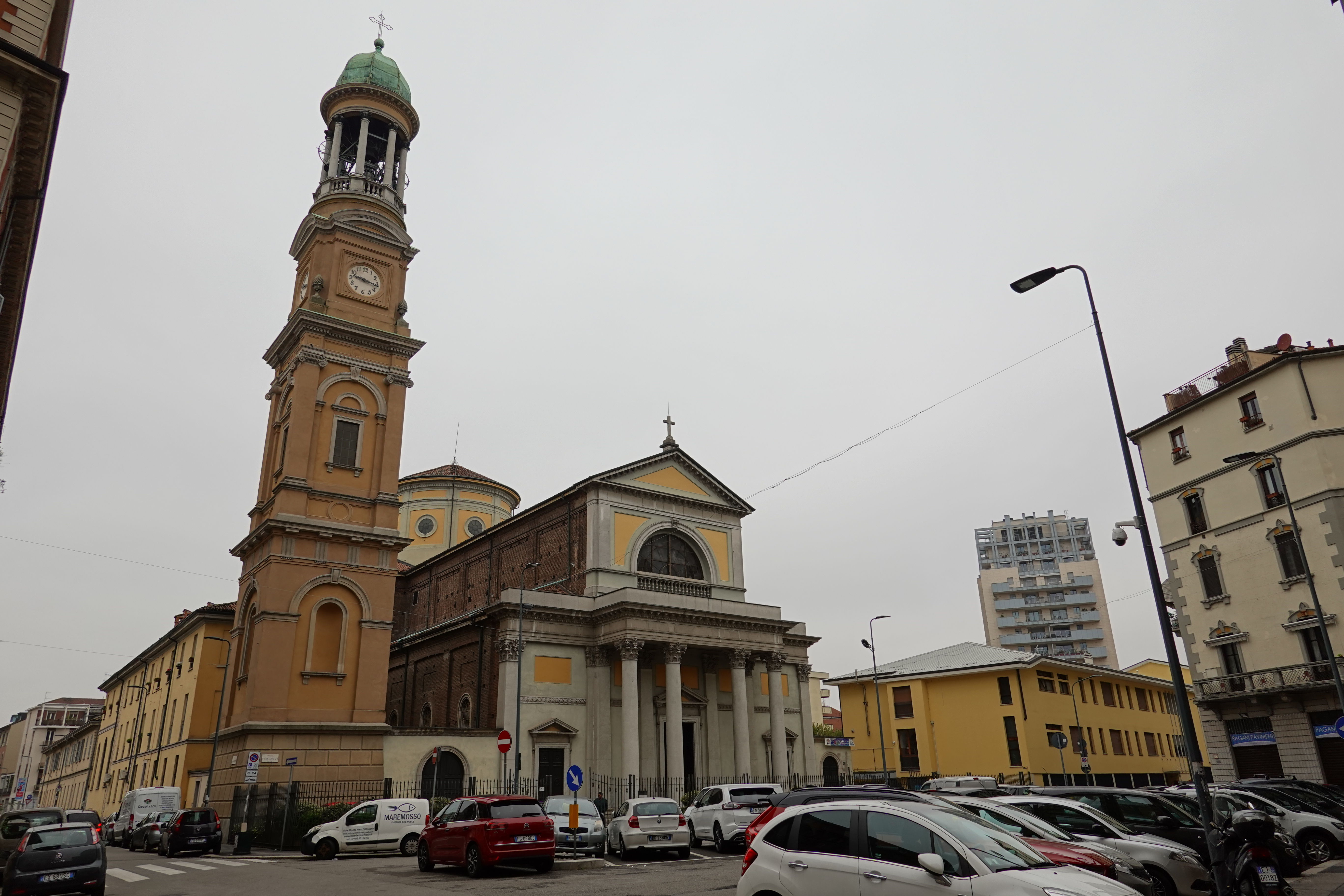
Chiesa di San Luigi Gonzaga, Corso Lodi

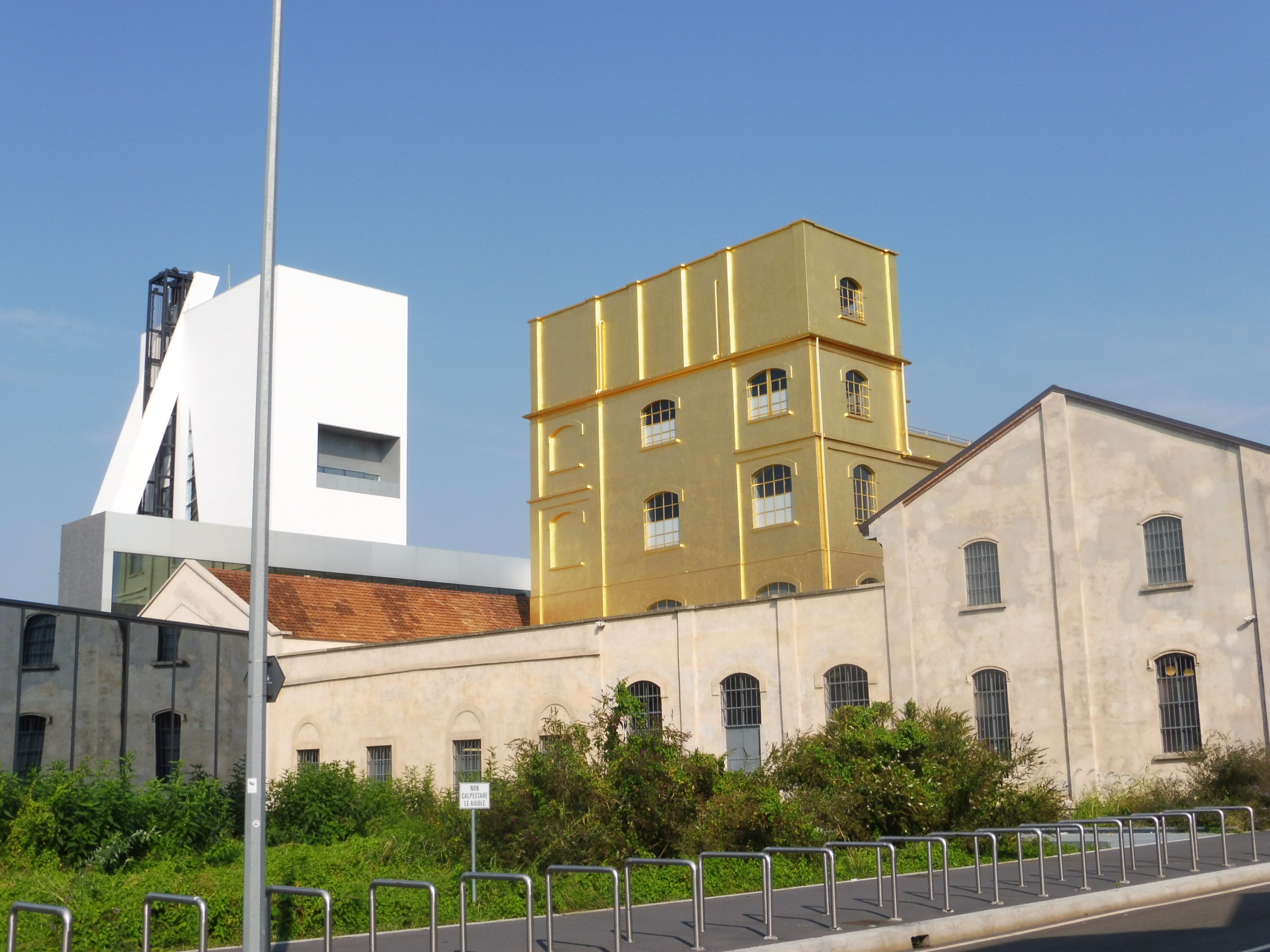
Fondazione Prada ở Largo Isarco với tòa nhà triển lãm Dorato và tháp Rem Koolhaas

Corvetto là một khu vực về phía đông nam của Milan,  Ý, Corvetto bao quanh phía đông của Museo Fondazione Prada. Đây là một trung tâm thời trang quốc tế, dự kiến trở thành một trung tâm lịch sử thay thế thứ hai cho Piazza Duomo ở Milan.

## Làng nghệ sĩ
Corvetto ngày nay được định nghĩa là "làng nghệ sĩ" hoặc "khu nghệ thuật Corvetto", được đặc trưng bởi sự kiện "Fuori Salone" của tuần lễ nghệ thuật đương đại "Corvetto Art Week" với sự tham gia của tất cả các phòng trưng bày trong khu vực và nghệ sĩ quốc tế.
Trong số nhiều phòng trưng bày nghệ thuật tiên phong, chẳng hạn như Studio Tretre ở Via Marco d'Agrate số 33 (với lối vào số 27 qua một cổng lớn), là nơi đặt atelier của Bislacchi, Marina Cavadini, Lucia Cristiani, Lorenzo Lunghi, Edoardo Manzoni, Francesca Migone, Ludovico Orombelli, Francesco Pacelli, Adelisa Selimbašić, Nicolò Masiero Sgrinzatto, Pietro Vitali, và Vincenzo Zancana.
Corvetto từng nổi tiếng là một khu vực phóng túng ở Milan, nơi thu hút nhiều nghệ sĩ, bao gồm cả Umberto Boccioni, người sống gần Quỹ Prada, cũng như những người cấp tiến, họa sĩ và nhà thơ.
Nhà in Nghệ thuật Bonvini ở Via Tagosystemo, 1, trước đây là một cửa hàng văn phòng phẩm, hiện đã biến thành một phòng trưng bày nghệ thuật và tổ chức các triển lãm cùng hội nghị nghệ thuật. Câu lạc bộ Reading Book, tại Mincio 10, là một câu lạc bộ sách trình bày các dự án biên tập về nghệ thuật và nhiếp ảnh tiên phong cũng như đánh giá không thể phủ nhận về thiết kế và thời trang. Nơi này còn tổ chức các buổi hội thảo và giới thiệu nghệ thuật, tạo nên không gian thực sự của các nghệ sĩ và nhà sưu tập quốc tế, tiên phong trong lĩnh vực nghệ thuật Châu Âu.
Corvetto đã được xác định là "Con đường của Vua" bởi các nghệ sĩ quốc tế, chạy suốt chiều dài của khu vực từ Via Polesine, Via Marco d'Agrate, đến Via Quaranta, kết thúc tại phía tây tại quận của câu lạc bộ Nhựa, ở Via Gargano – một địa điểm tiên phong nhất trong thành phố. Nơi này đã chứng kiến sự ra đời của nhiều nhà thiết kế xuất sắc của Ý và trong nhiều năm, là nơi gặp gỡ thường xuyên của những cá nhân nổi tiếng như Giorgio Armani và Andy Warhol, được xác định là một khu vực mang "triết lý trong cuộc sống, kết hợp sang trọng và nghệ thuật là tuyệt vời và mới mẻ".
Tại Plastic, đã có những hình tượng như Keith Haring đến Andy Warhol, thông qua Fiorucci, đến những nhà thiết kế nổi tiếng nhất trong lịch sử Milanese từ những năm 1980. Mặc dù không có bàn để đặt, nhưng sự đa dạng rất phong phú. Nơi này tận hưởng sự riêng tư tuyệt đối và thường xuyên đón tiếp nghệ sĩ và nhân vật nổi tiếng quốc tế, bao gồm Madonna, Elton John, Freddy Mercury, Prince, Paul Young, Bruce Springsteen và Grace Jones. Plastic là câu lạc bộ thân thiện với cộng đồng LGBTQ+ và là một trong những câu lạc bộ tiên phong nhất ở Milan và còn là một trong những câu lạc bộ tiên phong nhất ở châu Âu, sánh kịp với "Studio 54" tại New York. Nơi này là điểm gặp gỡ của nghệ thuật, thời trang và âm nhạc, nơi đã chứng kiến sự nảy sinh của nhiều nhà thiết kế và nhà tạo mẫu thời trang mới.